# Anna Calvi (album)
Anna Calvi è l'album di debutto della cantautrice italo-britannica Anna Calvi, pubblicato il 17 gennaio 2011 in Gran Bretagna dall'etichetta discografica Domino Records e il 21 gennaio in gran parte dell'Europa.

## Descrizione
Prodotto da Rob Ellis (PJ Harvey), il disco è stato anticipato dal singolo Blackout, pubblicato il 21 marzo 2011 insieme alla cover del classico napoletano Torna a Surriento nella versione in inglese che Doc Pomus e Mort Shuman riadattarono per  Elvis Presley col testo scritto da Claude Aveling che la intitolò Surrender. Il secondo singolo Desire è stato diffuso il 20 giugno seguente insieme a un rifacimento del brano Joan Of Arc di Leonard Cohen. Infine il 12 settembre 2011 è stato pubblicato il brano Suzanne & I accompagnato dalla cover di Baby It's You dei The Shirelles.

## Accoglienza
L'album ricevette critiche molto positive. Per Blow Up fu il "disco del mese" nel numero di gennaio e secondo NME, "questa raccolta di dieci canzoni è forse il primo album grandioso del 2011." Ha valutato l'album con nove stelle su dieci. I critici della rivista musicale Mojo hanno dato ad Anna Calvi quattro stelle su cinque. La rivista Uncut ha dato all'album la stessa valutazione, dicendo che "questo non è semplicemente un debutto grandioso. È un rifiuto senza paura alle attuali tendenze della musica pop, riferendosi ad un'originalità che cercheranno di raggiungere gli album che verranno pubblicati quest'anno.

## Tracce
1. Rider to the Sea – 2:40
2. No More Words – 3:51
3. Desire – 3:51
4. Suzanne and I – 4:11
5. First We Kiss – 3:05
6. The Devil – 4:34
7. Blackout – 4:05
8. I'll Be Your Man – 3:10
9. Morning Light – 4:13
10. Love Won't Be Leaving – 5:37

## Formazione
- Anna Calvi - voce, basso, chitarra, organo, piano, violino
- Brian Eno - piano, cori (tracce 3 e 4)
- Mally Harpaz – batteria, harmonium, percussioni
- Daniel Maiden-Wood – basso, batteria, cori
- Dave Okumu – cori (traccia 2)

## Successo commerciale
L'album è entrato in classifica in molti Paesi europei, tra cui il Regno Unito ed i Paesi Bassi, e le sue vendite sono state incrementate dalla partecipazione dell'artista al sondaggio della BBC Sound of 2011.
L'album ha avuto la nomination ai Brit Awards 2012 nella categoria British Breakthrough Act.

## Classifiche
| Classifica (2011) | Posizione massima |
| ----------------- | ----------------- |
| Austria           | 33                |
| Belgio (Fiandre)  | 9                 |
| Belgio (Vallonia) | 36                |
| Francia           | 17                |
| Irlanda           | 72                |
| Paesi Bassi       | 68                |
| Regno Unito       | 40                |
| Svezia            | 55                |
| Svizzera          | 40                |